# Lingua dakota
Con la denominazione di lingua dakota vengono classificati dal SIL International, sotto il codice ISO 639-3, dak, i dialetti parlati dalle tribù di nativi americani che portano lo stesso nome di Dakota e che appartengono alla più vasta nazione Sioux.
In effetti, alla luce delle acquisizioni della linguistica siouan degli ultimi decenni, la scelta del SIL di classificare una sola lingua dakota appare piuttosto artificiosa. Infatti, già dallo stesso titolo del recentissimo New Lakota dictionary di Jan Ullrich, che dichiara esplicitamente di comprendere [incorporate] i "dialetti dakota" (e non la lingua), appare chiaro come dalle acquisizioni citate non discenda alcun elemento particolare (se non il nome) che accomuni in modo sostanziale i due dialetti "santee-sisseteton" e "yankton-yanktonai" che compongono la lingua dakota, e consenta quindi di classificarli come unità linguistica separata rispetto al terzo dei dialetti più prossimi della catena linguistica sioux, il lakota. Come conseguenza naturale di quanto sopra si dovrebbe o classificare ISO 639-3, oltre al lakota stesso (lkt Archiviato il 28 maggio 2010 in Internet Archive.), entrambi i singoli dialetti dakota (aderendo così pienamente alle risultanze delle ricerche di Parks e DeMallie), oppure classificare un'unità linguistica dakota-lakota unica, comprendente tutti e tre i dialetti sioux, in quanto tra di loro, più o meno, mutuamente comprensibili.

## Distribuzione geografica
I dialetti dakota sono parlati da circa 20.000 persone nell'America settentrionale. La maggior parte si trova negli Stati Uniti d'America, dove si stimano circa 19.000 locutori di dakota, in Canada ne sono stati censiti 1.160 nel 2011, stanziati soprattutto nel Manitoba, e in misura minore nell'Alberta.

## Dialetti e lingue derivate
Nella denominazione di lingua dakota confluiscono due dialetti principali, ognuno dei quali a sua volta suddiviso in due sub-dialetti (oltre a varianti locali ulteriori), come di seguito indicato:
1. Dakota orientale (anche detto Santee-Sisseton o, come termine di auto-definizione, Dakhóta)
  - Santee (Bdewákhatuŋwaŋ, Waȟpékhute)
  - Sisseton (Sisítuŋwaŋ, Waȟpétuŋwaŋ)
2. Dakota occidentale (anche detto Yankton-Yanktonai o, come termine di auto-definizione, Dakȟóta, e tradizionalmente classificato, in modo del tutto erroneo, come nakota)
  - Yankton (Iháŋktȟuŋwaŋ)
  - Yanktonai (Iháŋktȟuŋwaŋna)
    - Upper Yanktonai (Wičhíyena)

I due dialetti differiscono fonologicamente, grammaticalmente e, in larga misura, anche lessicalmente. Essi sono mutuamente comprensibili in misura notevole, anche se il Dakota occidentale è lessicalmente più vicino al Lakota, con cui il grado di reciproca intelligibilità è quindi superiore.

## Fonologia

### Vocali
I dialetti dakota dispongono delle stesse cinque vocali orali dell'italiano, /a e i o u/, e di tre vocali nasali, /aŋ iŋ uŋ/.
|        |        | anteriori | centrali | posteriori |
| ------ | ------ | --------- | -------- | ---------- |
| chiuse | orali  | i         |          | u          |
| chiuse | nasali | iŋ        |          | uŋ         |
| medie  |        | e         |          | o          |
| aperte | orali  |           | a        |            |
| aperte | nasali |           | aŋ       |            |

### Consonanti
La tabella seguente classifica tutte le consonanti presenti nell'alfabeto dakota:
|               |               | bilabiali         | alveolari         | postalveolari | palatali | velari            | uvulari | glottidali |
| ------------- | ------------- | ----------------- | ----------------- | ------------- | -------- | ----------------- | ------- | ---------- |
| nasali        | nasali        | m [m]             | n [n]             |               |          |                   |         |            |
| occlusive     | non aspirate  | p [p]             | t [t]             | č [tʃ]        |          | k [k]             |         | ’ [ʔ]      |
| occlusive     | sonore        | b [b]             | d [d]             |               |          | g [ɡ]             |         |            |
| occlusive     | aspirate      | ph [pʰ] / pȟ [pˣ] | th [tʰ] / tȟ [tˣ] | čh [tʃʰ]      |          | kh [kʰ] / kȟ [kˣ] |         |            |
| occlusive     | eiettive      | p’ [pʔ]           | t’ [tʔ]           | č’ [tʃʔ]      |          | k’ [kʔ]           |         |            |
| fricative     | sorde         |                   | s [s]             | š [ʃ]         |          |                   | ȟ [χ]   |            |
| fricative     | sonore        |                   | z [z]             | ž [ʒ]         |          |                   | ǧ [ʁ]   |            |
| fricative     | eiettive      |                   | s’ [sʔ]           | š’ [ʃʔ]       |          |                   | ȟ’ [χʔ] |            |
| approssimanti | approssimanti | w [w]             |                   |               | y [j]    |                   |         | h [h]      |

## Sistema di scrittura
Per la tabella comparativa dei diversi sistemi di scrittura ideati nel tempo per le lingue sioux, si veda la sezione omonima della voce Lingua dakota-lakota.

## Comparazione dei dialetti

### Differenze fonologiche
Dal punto di vista della fonologia, il dakota orientale e occidentale differiscono particolarmente nei gruppi consonantici. La tabella seguente mostra i gruppi consonantici possibili e illustra le differenze tra i dialetti:
| gruppi consonantici dakota | gruppi consonantici dakota | gruppi consonantici dakota | gruppi consonantici dakota | gruppi consonantici dakota | gruppi consonantici dakota | gruppi consonantici dakota | gruppi consonantici dakota | gruppi consonantici dakota | gruppi consonantici dakota | gruppi consonantici dakota |
|                            |                            |                            |                            |                            |                            |                            |                            | santee sisseton            | yankton                    | yanktonai                  |
| b                          | ȟ                          | k                          | m                          | p                          | s                          | š                          | t                          | h                          | k                          | g                          |
| -------------------------- | -------------------------- | -------------------------- | -------------------------- | -------------------------- | -------------------------- | -------------------------- | -------------------------- | -------------------------- | -------------------------- | -------------------------- |
| bd                         | ȟč                         | kč                         | mn                         | pč                         | sč                         | šk                         | tk                         | hm                         | km                         | gm                         |
|                            | ȟd                         | kp                         |                            | ps                         | sk                         | šd                         |                            | hn                         | kn                         | gn                         |
|                            | ȟm                         | ks                         |                            | pš                         | sd                         | šb                         |                            | hd                         | kd                         | gd                         |
|                            | ȟn                         | kš                         |                            | pt                         | sm                         | šn                         |                            | hb                         | kb                         | gb                         |
|                            | ȟp                         | kt                         |                            |                            | sn                         | šp                         |                            |                            |                            |                            |
|                            | ȟt                         |                            |                            |                            | sp                         | št                         |                            |                            |                            |                            |
|                            | ȟb                         |                            |                            |                            | st                         | šb                         |                            |                            |                            |                            |
|                            |                            |                            |                            |                            | sb                         |                            |                            |                            |                            |                            |

I due dialetti differiscono anche nel suffisso diminutivo (-da in santee, e -na in yankton-yanktonai e in sisseton) e in numerosi altri aspetti fonetici che sono più difficili da categorizzare. La seguente tabella reca esempi di parole che differiscono nella loro fonologia:
| dakota orientale | dakota orientale | dakota occidentale | dakota occidentale | italiano             |
| santee           | sisseton         | yankton            | yanktonai          |                      |
| ---------------- | ---------------- | ------------------ | ------------------ | -------------------- |
| hokšída          | hokšína          | hokšína            | hokšína            | ragazzo              |
| nína             | nína             | nína               | nína / dína        | molto(avverbio)      |
| hdá              | hdá              | kdá                | gdá                | tornare (via da qua) |
| hbéza            | hbéza            | kbéza              | gbéza              | ondulato             |
| hnayáŋ           | hnayáŋ           | knayáŋ             | gnayáŋ             | ingannare            |
| hmúŋka           | hmúŋka           | kmúŋka             | gmúŋka             | intrappolare         |
| ahdéškada        | ahdéškana        | akdéškana          | agdéškana          | lucertola            |

### Differenze lessicali
Ci sono pure molte differenze lessicali tra i due dialetti dakota, così come tra i sotto-dialetti. Lo yankton-yanktonai è in effetti lessicalmente più vicino al lakota che non al santee-sisseton. La tabella seguente mostra alcuni esempi:
| italiano  | santee-sisseton | yankton-yanktonai | lakota                | lakota             |
| italiano  | santee-sisseton | yankton-yanktonai | lakota settentrionale | lakota meridionale |
| --------- | --------------- | ----------------- | --------------------- | ------------------ |
| bambini   | šičéča          | wakȟáŋyeža        | wakȟáŋyeža            | wakȟáŋyeža         |
| ginocchio | hupháhu         | čhaŋkpé           | čhaŋkpé               | čhaŋkpé            |
| coltello  | isáŋ / mína     | mína              | míla                  | míla               |
| reni      | phakšíŋ         | ažúŋtka           | ažúŋtka               | ažúŋtka            |
| cappello  | wapháha         | wapȟóštaŋ         | wapȟóštaŋ             | wapȟóštaŋ          |
| ancóra    | hináȟ           | naháŋȟčiŋ         | naháŋȟčiŋ             | naháŋȟčiŋ          |
| uomo      | wičhášta        | wičháša           | wičháša               | wičháša            |
| aver fame | wótehda         | dočhíŋ            | ločhíŋ                | ločhíŋ             |
| mattino   | haŋȟ'áŋna       | híŋhaŋna          | híŋhaŋna              | híŋhaŋni           |
| radere    | kasáŋ           | kasáŋ             | kasáŋ                 | glak'óǧa           |

### Differenze grammaticali
Lo yankton-yanktonai ha gli stessi tre gradi di apofonia vocalica del lakota (a, e, iŋ), mentre nel santee-sisseton ve ne sono solo due (a, e). Ciò impatta in modo significativo sulle parole, specialmente nel discorso veloce, ed è un'ulteriore ragione per cui lo yankton-yanktonai ha una migliore mutua comprensibilità con il lakota che non con il santee-sisseton. Alcuni esempi:
| italiano          | andare | andrò    | tornare | tornerà       |
| santee-sisseton   | yá     | bdé kte  | hdá     | hdé kte       |
| yankton-yanktonai | yá     | mníŋ kte | kdá/gdá | kníŋ/gníŋ kte |
| lakota            | yá     | mníŋ kte | glá     | gníŋ kte      |

Ci sono ovviamente molte altre differenze grammaticali tra i dialetti.